# Estação Sennaia Ploshchad
Sennaia Ploshchad (em russo:  Сенная площадь) é uma das estações da linha Moskovsko-Petrogradskaia (Linha 2) do metro de São Petersburgo, na Rússia. Estação «Sennaia Ploshchad» está localizada entre as estações «Nevskii Prospekt» (ao norte) e «Tekhnologitcheskii Institut» (ao sul).